# Hermes Fulfilment
Hermes Fulfilment GmbH – niemieckie przedsiębiorstwo logistyczne z siedzibą w Hamburgu. Przedsiębiorstwo zostało założone w 2006 roku i należy do Hermes Europe, co czyni je w 100% spółką zależną grupy Otto.
Hermes Fulfilment oferuje usługi dla firm handlowych z grupy Otto oraz ich zewnętrznych partnerów platformowych, przejmując cały proces logistyczny, czyli organizację magazynowania, obejmującą zarówno składowanie, jak i kompletowanie, wysyłkę oraz obsługę zwrotów.
Hermes Fulfilment posiada magazyny i centra logistyczne w 15 lokalizacjach w Europie i USA, zatrudnia 8000 pracowników.

## Hermes Fulfilment w Polsce
Hermes Fulfilment Sp. z o.o. prowadzi centrum logistyczne w Iłowej, w powiecie żagańskim, w zachodniej Polsce. Obiekt został zbudowany w latach 2022–2024 i znajduje się około 30 kilometrów od granicy niemieckiej.
Jest to jedno z największych centrów logistycznych w Europie obsługujących sektor e-commerce.
Dział obsługi zwrotów rozpoczął swoją działalność już w styczniu 2023 roku.
24 października 2024 roku, po niespełna dwóch i pół roku budowy, centrum wysyłkowe zostało uroczyście otwarte w obecności wicepremiera Polski Krzysztofa Gawkowskiego oraz Michaela Otto, przewodniczącego rady nadzorczej Otto Group. Łączna wartość inwestycji wyniosła 300 milionów euro. Lokalizacja ma rozpocząć działalność z pełną operacyjnością w 2025 roku.
Od 1 marca 2025 roku Hermes Fulfilment przejął centrum zwrotów marki modowej Bonprix w Łodzi. Centrum działa w Łodzi od 20 lat i przetwarza do 60 milionów produktów. Obsługą zwrotów w Hermes Fulfilment w Łodzi zajmuje się około 500 pracowników.
W Iłowej Hermes Fulfilment po raz pierwszy w historii firmy zaplanował i zbudował od podstaw centrum logistyczne w Europie. Obiekt został zbudowany na działce o powierzchni 260 000 metrów kwadratowych i obejmuje kompleks budynków składający się z dziewięciu hal. Powierzchnia zabudowy wynosi około 118 000 metrów kwadratowych, podczas gdy całkowita powierzchnia użytkowa osiąga 268 000 metrów kwadratowych. Całkowita powierzchnia budynków odpowiada więc powierzchni 16 boisk piłkarskich.
Centrum jest wyposażone w sorter kieszeniowy, który umożliwia efektywne i zautomatyzowane kompletowanie zamówień. Przy prędkości dochodzącej do pół metra na sekundę sorter może transportować do 18 000 sztuk na godzinę. Ta wydajność pozwala firmie dostarczać do 60% zamówień następnego dnia.
Z Polski wysyłane są również przesyłki do Niemiec, Francji, Austrii i Holandii. Obiekt może obsłużyć do 110 milionów przesyłek rocznie. W Iłowej pracuje 650 pracowników.
Lokalizacja jest zarządzana przez polską firmę Hermes Fulfilment Sp. z o.o., która jest w 100% spółką zależną grupy Hermes Fulfilment z siedzibą w Hamburgu.